# Devis Mangia
Devis Mangia (Cernusco sul Naviglio, 6 giugno 1974) è un allenatore di calcio italiano, tecnico del Team Altamura.

## Caratteristiche tecniche
Utilizza il 4-4-2 di stampo sacchiano in modo dinamico: possesso palla, fraseggio corto, palla quasi sempre bassa, squadra molto corta.

## Carriera

### Inizi
Dopo il passato da portiere limitato alle giovanili di Cernusco ed Enotria 1908, lascia l'attività a 20 anni per studiare giurisprudenza, dopo il diploma al Liceo scientifico Giordano Bruno di Melzo.
Inizia giovane ad allenare su consiglio di Riccardo Guffanti, le giovanili dell'Enotria, società affiliata all'Inter. Nel frattempo è impegnato con l'organizzazione di tornei giovanili con la Sport Leader, di cui fa parte dal 2000. Seguono esperienze sempre in ambito giovanile con Voghera, Fiorenzuola, Meda, Varedo.
Inizia da allenatore professionista nel 2004, a 30 anni, al Varese in Eccellenza; inizialmente era stato scelto per dirigere la Berretti. Esordisce alla guida della 1ª squadra il 31 ottobre 2004 con sconfitta casalinga con la Rhodense.
Resta 3 stagioni al Varese, portandolo in Serie C2 e salvando la squadra al 3º anno.
Nel 2007-2008, stagione in cui prende il patentino di 2ª categoria, allena la Tritium, con cui ottiene il 2º posto in Serie D.
Passa ad allenare l'Ivrea, dove è esonerato a 3 gare da fine campionato dopo la sconfitta con l'Alghero, sostituito da Alessandro Castagna. Successivamente è alla Valenzana, squadra in cui subentra alla 12ª di campionato dopo le dimissioni di Antonio Pigino. Dopo aver salvato la squadra presa in difficoltà, lascia la società a fine stagione.
Nel 2010 torna al Varese e guida la Primavera, ricreata dopo 25 anni, arrivando in finale del campionato di categoria dove è sconfitto dalla Roma ai supplementari.
A fine stagione il direttore sportivo dei lombardi, Sean Sogliano, lo porta con sé al Palermo da allenatore della Primavera. Con la società di Zamparini firma il contratto biennale da 90.000 euro a stagione.

### Palermo
Il 31 agosto 2011, dopo l'esonero di Stefano Pioli, gli è affidata la 1ª squadra; privo del patentino di 1ª categoria, può allenare grazie alla deroga. Onofrio Barone, suo vice in Primavera rosanero, mantiene il ruolo in 1ª squadra; lo staff comprende Paolo Cozzi (collaboratore tecnico), Daniele Riganti (preparatore atletico), Mauro Bacchin (preparatore portieri). A 37 anni, è il secondo allenatore più giovane della Serie A 2011-2012 dopo Vincenzo Montella. L'esordio sulla panchina rosanero, e contestualmente in serie A, avviene l'11 settembre in occasione della vittoria (4-3) sull'Inter. Il 4 novembre firma l'adeguamento contrattuale con scadenza il 30 giugno 2013, con ingaggio di 300.000 euro annui più bonus. Il 27 novembre 2011 festeggia le 100 panchine in campionato da professionista con la vittoria in casa 2-0 sulla Fiorentina alla 13ª giornata.
Il 19 dicembre 2011, dopo l'eliminazione in Coppa Italia e la sconfitta 2-0 nel derby col Catania, è esonerato. Al Palermo ha ottenuto 20 punti (6 vittorie casalinghe, 2 0-0 fuori casa). In trasferta la squadra non ha mai vinto e non ha mai segnato fuori casa per 9 gare, di cui 7 sconfitte, quindi in tutta la sua gestione (record storico negativo).
Il 5 luglio 2012 acquisisce a Coverciano col massimo dei voti il titolo d'allenatore di Prima Categoria UEFA Pro, il diritto d'allenare in massima serie.

### Nazionale Under-21
Dopo aver rescisso il contratto col Palermo, il 17 luglio 2012 diventa ct della Nazionale Under-21 italiana. Il 15 agosto debutta in amichevole in Italia-Olanda 3-0. Il 6 settembre guida la squadra al 7-0 sul Liechtenstein, gara valida per le qualificazioni all'Europeo Under 21 2013 che permette agli azzurri di ottenere il 1º posto matematico nel girone e giocarsi i play-off; completa la qualificazione superando la Svezia nel successivo doppio confronto ai play-off. Agli europei in Israele arriva in finale, disputata il 18 giugno e persa 4-2 con la Spagna.
Il 2 luglio 2013 lascia la Nazionale Under-21 italiana; gli subentra Luigi Di Biagio.

### Serie B: Spezia, Bari, Ascoli
Il 16 dicembre 2013 è ingaggiato dallo Spezia in Serie B. Vince subito le prime 2 gare con Virtus Lanciano (2-0), Bari (1-2) e chiude il campionato all'8º posto, in zona play-off, dove è sconfitto e eliminato al turno preliminare 1-0 dal Modena. Il 23 giugno 2014 è esonerato; gli succede Nenad Bjelica. L'8 luglio rescinde consensualmente il contratto.
Il 7 luglio 2014 diventa allenatore del Bari, firmando il contratto di un anno con opzione per il 2°. Il 16 novembre 2014 è esonerato dalla società barese, dopo 3 sconfitte di fila e l'avvio di campionato piuttosto altalenante. A sostituirlo è Davide Nicola.
Il 4 novembre 2015 subentra sulla panchina dell'Ascoli nel campionato cadetto 2015-2016. Il 10 maggio 2016 annuncia le dimissioni da allenatore dell'Ascoli per motivi di salute.

### Universitatea Craiova
Il 24 maggio 2017 viene annunciato il suo ingaggio per la stagione 2017-2018 da parte dell'Universitatea Craiova, nel campionato rumeno Termina il campionato 2017-2018 al terzo posto  ma vince la Coppa di Romania; dall'Europa League invece esce al terzo turno preliminare per mano del Milan. L'anno seguente uscirà sempre al terzo turno per mano del Lipsia e perderà la Supercoppa contro il CFR Cluj per 1-0.
Il 14 aprile 2019, risolve consensualmente il contratto con la Società, lasciando la squadra al terzo posto e in semifinale di Cupa României (gara di ritorno da disputare, dopo la sconfitta per 1-2 nella gara di andata).

### Malta
Il 30 dicembre 2019 viene nominato commissario tecnico della nazionale di calcio di Malta, firmando un contratto con scadenza al 31 dicembre 2023. Ottiene la prima vittoria alla guida degli isolani il 7 ottobre 2020, superando Gibilterra per 2-0. L'11 novembre, la striscia viene portata a 5 grazie alla vittoria in amichevole sul Liechtenstein ed ulteriormente migliorata con la successiva vittoria contro Andorra (14 novembre) ed il pareggio contro le Isole Fær Øer. La sequenza di sette risultati utili consecutivi, interrotta il 24 marzo 2021 con la sconfitta per 3-1 contro la Russia rappresenta a tutt'oggi il periodo di imbattibilità più lungo della storia della selezione maltese. Il 1º settembre 2021 ha condotto la nazionale maltese alla prima vittoria casalinga in una gara valevole per le qualificazioni mondiali della sua storia, grazie al successo per 3-0 contro Cipro. Il 27 settembre 2022 viene sospeso dall'incarico poiché accusato di molestie sessuali. Il 7 novembre 2022 annuncia le sue dimissioni dall'incarico, pur dichiarandosi estraneo alle accuse.

### Team Altamura
Il 4 luglio 2025 si accorda con il Team Altamura, club pugliese di Serie C.

## Statistiche

### Statistiche da allenatore

#### Club
Statistiche aggiornate al 14 aprile 2019. In grassetto le competizioni vinte.
| Stagione            | Squadra            | Campionato         | Campionato | Campionato | Campionato | Campionato | Coppe nazionali | Coppe nazionali | Coppe nazionali | Coppe nazionali | Coppe nazionali | Coppe continentali | Coppe continentali | Coppe continentali | Coppe continentali | Coppe continentali | Altre coppe | Altre coppe | Altre coppe | Altre coppe | Altre coppe | Totale | Totale | Totale | Totale | % Vittorie | Piazzamento   |
| Stagione            | Squadra            | Comp               | G          | V          | N          | P          | Comp            | G               | V               | N               | P               | Comp               | G                  | V                  | N                  | P                  | Comp        | G           | V           | N           | P           | G      | V      | N      | P      | %          | Piazzamento   |
| ------------------- | ------------------ | ------------------ | ---------- | ---------- | ---------- | ---------- | --------------- | --------------- | --------------- | --------------- | --------------- | ------------------ | ------------------ | ------------------ | ------------------ | ------------------ | ----------- | ----------- | ----------- | ----------- | ----------- | ------ | ------ | ------ | ------ | ---------- | ------------- |
| 2004-2005           | Varese             | Ecc.               | 34+5       | 22+1       | 8+3        | 4+1        | CI-Ecc.         | ?               | ?               | ?               | ?               | -                  | -                  | -                  | -                  | -                  | -           | -           | -           | -           | -           | 39     | 23     | 11     | 5      | 58,97      | 2º            |
| 2005-2006           | Varese             | D                  | 34+4       | 19+1       | 12+1       | 3+2        | CI-D            | 4               | 2               | 1               | 1               | -                  | -                  | -                  | -                  | -                  | -           | -           | -           | -           | -           | 42     | 22     | 14     | 6      | 52,38      | 1º            |
| 2006-2007           | Varese             | C2                 | 34         | 9          | 14         | 11         | CI-C            | 9               | 6               | 2               | 1               | -                  | -                  | -                  | -                  | -                  | -           | -           | -           | -           | -           | 43     | 15     | 16     | 12     | 34,88      | 11º           |
| Totale Varese       | Totale Varese      | Totale Varese      | 111        | 52         | 38         | 21         |                 | 13              | 8               | 3               | 2               |                    | -                  | -                  | -                  | -                  |             | -           | -           | -           | -           | 124    | 60     | 41     | 23     | 48,39      |               |
| 2007-2008           | Tritium            | D                  | 34+4       | 22         | 6+4        | 6          | CI-D            | 4               | 1               | 2               | 1               | -                  | -                  | -                  | -                  | -                  | -           | -           | -           | -           | -           | 42     | 23     | 12     | 7      | 54,76      | 2º            |
| 2008-apr. 2009      | Ivrea              | 2D                 | 31         | 9          | 9          | 13         | CI-LP           | 4               | 2               | 1               | 1               | -                  | -                  | -                  | -                  | -                  | -           | -           | -           | -           | -           | 35     | 11     | 10     | 14     | 31,43      | Eson.         |
| nov. 2009-2010      | Valenzana          | 2D                 | 23         | 8          | 9          | 6          | CI-LP           | -               | -               | -               | -               | -                  | -                  | -                  | -                  | -                  | -           | -           | -           | -           | -           | 23     | 8      | 9      | 6      | 34,78      | Sub., 10º     |
| ago.-dic. 2011      | Palermo            | A                  | 15         | 6          | 2          | 7          | CI              | 2               | 1               | 0               | 1               | UEL                | -                  | -                  | -                  | -                  | -           | -           | -           | -           |             | 17     | 7      | 2      | 8      | 41,18      | Sub., Eson.   |
| dic. 2013-2014      | Spezia             | B                  | 24+1       | 10         | 8          | 6+1        | CI              | 1               | 0               | 0               | 1               | -                  | -                  | -                  | -                  | -                  | -           | -           | -           | -           | -           | 26     | 10     | 8      | 8      | 38,46      | Sub., 8º      |
| lug.-nov. 2014      | Bari               | B                  | 14         | 4          | 4          | 6          | CI              | 2               | 1               | 0               | 1               | -                  | -                  | -                  | -                  | -                  | -           | -           | -           | -           | -           | 16     | 5      | 4      | 7      | 31,25      | Eson.         |
| nov. 2015-mag. 2016 | Ascoli             | B                  | 29         | 10         | 6          | 13         | CI              | -               | -               | -               | -               | -                  | -                  | -                  | -                  | -                  | -           | -           | -           | -           | -           | 29     | 10     | 6      | 13     | 34,48      | Sub., Dimiss. |
| 2017-2018           | CSU Craiova        | LI                 | 36         | 17         | 12         | 7          | CR              | 6               | 5               | 0               | 1               | UEL                | 2                  | 0                  | 0                  | 2                  | -           | -           | -           | -           | -           | 44     | 22     | 12     | 10     | 50,00      | 3º            |
| 2018-mag. 2019      | CSU Craiova        | LI                 | 31         | 15         | 7          | 9          | CR              | 4               | 3               | 0               | 1               | UEL                | 2                  | 0                  | 1                  | 1                  | SR          | 1           | 0           | 0           | 1           | 38     | 18     | 8      | 12     | 47,37      | Dimiss.       |
| Totale CSU Craiova  | Totale CSU Craiova | Totale CSU Craiova | 67         | 32         | 19         | 16         |                 | 10              | 8               | 0               | 2               |                    | 4                  | 0                  | 1                  | 3                  |             | 1           | 0           | 0           | 1           | 82     | 40     | 20     | 22     | 48,78      |               |
| 2025-2026           | Team Altamura      | C                  | 0          | 0          | 0          | 0          | CI-C            | 1               | 0               | 0               | 1               | -                  | -                  | -                  | -                  | -                  | -           | -           | -           | -           | -           | 1      | 0      | 0      | 1      | &0,00      | in corso      |
| Totale carriera     | Totale carriera    | Totale carriera    | 353        | 153        | 105        | 95         |                 | 37              | 21              | 6               | 10              |                    | 4                  | 0                  | 1                  | 3                  |             | 1           | 0           | 0           | 1           | 395    | 174    | 112    | 109    | 44,05      |               |

#### Nazionale
| Squadra     | Naz               | dal              | al              | Record | Record | Record | Record     | Record | Record | Record | Record |
| G           | V                 | N                | P               | GF     | GS     | DR     | % Vittorie |        |        |        |        |
| ----------- | ----------------- | ---------------- | --------------- | ------ | ------ | ------ | ---------- | ------ | ------ | ------ | ------ |
| Italia U-21 | Italia (bandiera) | 17 luglio 2012   | 2 luglio 2013   | 14     | 10     | 1      | 3          | 30     | 14     | +16    | 71,43  |
| Malta       | Malta (bandiera)  | 29 dicembre 2019 | 7 novembre 2022 | 28     | 10     | 5      | 13         | 33     | 47     | −14    | 35,71  |
| Totale      | Totale            | Totale           | Totale          | 42     | 20     | 6      | 16         | 63     | 61     | +2     | 47,62  |

#### Nazionale nel dettaglio
| 2012          | Italia U-21   | Qual. Euro U-21 2013 | 1º nel Gruppo 7, qualificato | 4  | 3  | 0 | 1 | 75,00 | 13 | 6  | +7  |
| 2013          | Italia U-21   | Euro U-21 2013       | 2º                           | 5  | 3  | 1 | 1 | 60,00 | 9  | 5  | +4  |
| 2012-2013     | Italia U-21   | Amichevoli           |                              | 5  | 4  | 0 | 1 | 80,00 | 8  | 3  | +5  |
| Totale Italia | Totale Italia | Totale Italia        | Totale Italia                | 14 | 10 | 1 | 3 | 71,43 | 30 | 14 | +16 |

#### Panchine da commissario tecnico della nazionale Under-21
| Cronologia completa delle presenze e delle reti in nazionale ― Italia under 21 | Cronologia completa delle presenze e delle reti in nazionale ― Italia under 21 | Cronologia completa delle presenze e delle reti in nazionale ― Italia under 21 | Cronologia completa delle presenze e delle reti in nazionale ― Italia under 21 | Cronologia completa delle presenze e delle reti in nazionale ― Italia under 21 | Cronologia completa delle presenze e delle reti in nazionale ― Italia under 21 | Cronologia completa delle presenze e delle reti in nazionale ― Italia under 21      | Cronologia completa delle presenze e delle reti in nazionale ― Italia under 21 |
| Data                                                                           | Città                                                                          | In casa                                                                        | Risultato                                                                      | Ospiti                                                                         | Competizione                                                                   | Reti                                                                                | Note                                                                           |
| ------------------------------------------------------------------------------ | ------------------------------------------------------------------------------ | ------------------------------------------------------------------------------ | ------------------------------------------------------------------------------ | ------------------------------------------------------------------------------ | ------------------------------------------------------------------------------ | ----------------------------------------------------------------------------------- | ------------------------------------------------------------------------------ |
| 15-8-2012                                                                      | Leeuwarden                                                                     | Paesi Bassi under 21                                                           | 0 – 3                                                                          | Italia under 21                                                                | Amichevole                                                                     | Lorenzo Insigne Ciro Immobile Alessandro Florenzi                                   | Cap: L. Caldirola                                                              |
| 6-9-2012                                                                       | Casarano                                                                       | Italia under 21                                                                | 7 – 0                                                                          | Liechtenstein under 21                                                         | Qual. Europeo Under-21 2013                                                    | 2 Giuseppe De Luca Ciro Immobile 2 Stephan El Shaarawy Federico Viviani Jacopo Sala | Cap: L. Marrone                                                                |
| 10-9-2012                                                                      | Casarano                                                                       | Italia under 21                                                                | 2 – 4                                                                          | Irlanda under 21                                                               | Qual. Europeo Under-21 2013                                                    | Luca Caldirola Stephan El Shaarawy                                                  | Cap: L. Caldirola                                                              |
| 12-10-2012                                                                     | Pescara                                                                        | Italia under 21                                                                | 1 – 0                                                                          | Svezia under 21                                                                | Qual. Europeo Under-21 2013                                                    | Ciro Immobile                                                                       | Cap: L. Caldirola                                                              |
| 16-10-2012                                                                     | Kalmar                                                                         | Svezia under 21                                                                | 2 – 3                                                                          | Italia under 21                                                                | Qual. Europeo Under-21 2013                                                    | Lorenzo Insigne Alessandro Florenzi Ciro Immobile                                   | Cap: L. Caldirola                                                              |
| 13-11-2012                                                                     | Siena                                                                          | Italia under 21                                                                | 1 – 3                                                                          | Spagna under 21                                                                | Amichevole                                                                     | Samuele Longo                                                                       | Cap: L. Caldirola                                                              |
| 6-2-2013                                                                       | Andria                                                                         | Italia under 21                                                                | 1 – 0                                                                          | Germania under 21                                                              | Amichevole                                                                     | Fabio Borini                                                                        | Cap: L. Caldirola                                                              |
| 22-3-2013                                                                      | Cittadella                                                                     | Italia under 21                                                                | 2 – 0                                                                          | Russia under 21                                                                | Amichevole                                                                     | Ciro Immobile Lorenzo Insigne                                                       | Cap: L. Caldirola                                                              |
| 25-3-2013                                                                      | Bassano del Grappa                                                             | Italia under 21                                                                | 1 – 0                                                                          | Ucraina under 21                                                               | Amichevole                                                                     | Ciro Immobile                                                                       | Cap: L. Marrone                                                                |
| 5-6-2013                                                                       | Tel Aviv                                                                       | Inghilterra under 21                                                           | 0 – 1                                                                          | Italia under 21                                                                | Europeo Under-21 2013 - 1º Turno                                               | Lorenzo Insigne                                                                     | Cap: L. Caldirola                                                              |
| 8-6-2013                                                                       | Tel Aviv                                                                       | Italia under 21                                                                | 4 – 0                                                                          | Israele under 21                                                               | Europeo Under-21 2013 - 1º Turno                                               | Riccardo Saponara 2 Manolo Gabbiadini Alessandro Florenzi                           | Cap: L. Caldirola                                                              |
| 11-6-2013                                                                      | Tel Aviv                                                                       | Norvegia under 21                                                              | 1 – 1                                                                          | Italia under 21                                                                | Europeo Under-21 2013 - 1º Turno                                               | Andrea Bertolacci                                                                   | Cap: L. Caldirola                                                              |
| 15-6-2013                                                                      | Petah Tiqwa                                                                    | Italia under 21                                                                | 1 – 0                                                                          | Paesi Bassi under 21                                                           | Europeo Under-21 2013 - Semifinale                                             | Fabio Borini                                                                        | Cap: L. Caldirola                                                              |
| 18-6-2013                                                                      | Gerusalemme                                                                    | Italia under 21                                                                | 2 – 4                                                                          | Spagna under 21                                                                | Europeo Under-21 2013 - Finale                                                 | Ciro Immobile Fabio Borini                                                          | Cap: L. Caldirola                                                              |
| Totale                                                                         |                                                                                | Presenze                                                                       | 14                                                                             |                                                                                | Reti                                                                           | 30                                                                                  |                                                                                |

#### Nazionale nel dettaglio
Statistiche aggiornate al 27 settembre 2022.
| 2020         | Malta        | UEFA Nations League | 2º nel gruppo 1 Lega D | 6  | 2  | 3 | 1  | 33,33 | 8  | 6  | +2  |
| 2021         | Malta        | Qual. Mondiale 2022 | 6º nel gruppo H        | 10 | 1  | 2 | 7  | 10,00 | 9  | 30 | -21 |
| 2022         | Malta        | UEFA Nations League | 2º nel Gruppo 2 Lega D | 4  | 2  | 0 | 2  | 50,00 | 5  | 4  | +1  |
| Dal 2020     | Malta        | Amichevoli          |                        | 8  | 5  | 0 | 3  | 62,50 | 11 | 7  | +4  |
| Totale Malta | Totale Malta | Totale Malta        | Totale Malta           | 28 | 10 | 5 | 13 | 35,71 | 33 | 47 | -14 |

#### Panchine da commissario tecnico della nazionale maltese
| Cronologia completa delle presenze e delle reti in nazionale ― Malta | Cronologia completa delle presenze e delle reti in nazionale ― Malta | Cronologia completa delle presenze e delle reti in nazionale ― Malta | Cronologia completa delle presenze e delle reti in nazionale ― Malta | Cronologia completa delle presenze e delle reti in nazionale ― Malta | Cronologia completa delle presenze e delle reti in nazionale ― Malta | Cronologia completa delle presenze e delle reti in nazionale ― Malta | Cronologia completa delle presenze e delle reti in nazionale ― Malta |
| Data                                                                 | Città                                                                | In casa                                                              | Risultato                                                            | Ospiti                                                               | Competizione                                                         | Reti                                                                 | Note                                                                 |
| -------------------------------------------------------------------- | -------------------------------------------------------------------- | -------------------------------------------------------------------- | -------------------------------------------------------------------- | -------------------------------------------------------------------- | -------------------------------------------------------------------- | -------------------------------------------------------------------- | -------------------------------------------------------------------- |
| 3-9-2020                                                             | Tórshavn                                                             | Fær Øer                                                              | 3 – 2                                                                | Malta                                                                | UEFA Nations League 2020-2021 - 1º turno                             | Jurgen Degabriele Andrei Agius                                       |                                                                      |
| 6-9-2020                                                             | Ta' Qali                                                             | Malta                                                                | 1 – 1                                                                | Lettonia                                                             | UEFA Nations League 2020-2021 - 1º turno                             | Kyrian Nwoko                                                         |                                                                      |
| 7-10-2020                                                            | Ta' Qali                                                             | Malta                                                                | 2 – 0                                                                | Gibilterra                                                           | Amichevole                                                           | Kyrian Nwoko Tristan Caruana                                         |                                                                      |
| 10-10-2020                                                           | Andorra la Vella                                                     | Andorra                                                              | 0 – 0                                                                | Malta                                                                | UEFA Nations League 2020-2021 - 1º turno                             | -                                                                    |                                                                      |
| 13-10-2020                                                           | Riga                                                                 | Lettonia                                                             | 0 – 1                                                                | Malta                                                                | UEFA Nations League 2020-2021 - 1º turno                             | Steve Borg                                                           |                                                                      |
| 11-11-2020                                                           | Ta' Qali                                                             | Malta                                                                | 3 – 0                                                                | Liechtenstein                                                        | Amichevole                                                           | Michael Mifsud Steve Borg Jean Paul Farrugia                         |                                                                      |
| 14-11-2020                                                           | Ta' Qali                                                             | Malta                                                                | 3 – 1                                                                | Andorra                                                              | UEFA Nations League 2020-2021 - 1º turno                             | Jurgen Degabriele Shaun Dimech                                       |                                                                      |
| 17-11-2020                                                           | Ta' Qali                                                             | Malta                                                                | 1 – 1                                                                | Fær Øer                                                              | UEFA Nations League 2020-2021 - 1º turno                             | Matthew Guillaumier                                                  |                                                                      |
| 24-3-2021                                                            | Ta' Qali                                                             | Malta                                                                | 1 – 3                                                                | Russia                                                               | Qual. Mondiali 2022                                                  | Joseph Mbong                                                         |                                                                      |
| 27-3-2021                                                            | Trnava                                                               | Slovacchia                                                           | 2 – 2                                                                | Malta                                                                | Qual. Mondiali 2022                                                  | Luke Gambin Alexander Satariano                                      |                                                                      |
| 30-3-2021                                                            | Fiume                                                                | Croazia                                                              | 3 – 0                                                                | Malta                                                                | Qual. Mondiali 2022                                                  | -                                                                    |                                                                      |
| 30-5-2021                                                            | Klagenfurt am Wörthersee                                             | Malta                                                                | 0 – 3                                                                | Irlanda del Nord                                                     | Amichevole                                                           | -                                                                    |                                                                      |
| 4-6-2021                                                             | Klagenfurt am Wörthersee                                             | Malta                                                                | 1 – 2                                                                | Kosovo                                                               | Amichevole                                                           | Shaun Dimech                                                         |                                                                      |
| 1-9-2021                                                             | Ta' Qali                                                             | Malta                                                                | 3 – 0                                                                | Cipro                                                                | Qual. Mondiali 2022                                                  | 2 Cain Attard Joseph Mbong                                           |                                                                      |
| 4-9-2021                                                             | Lubiana                                                              | Slovenia                                                             | 1 – 0                                                                | Malta                                                                | Qual. Mondiali 2022                                                  | -                                                                    |                                                                      |
| 7-9-2021                                                             | Mosca                                                                | Russia                                                               | 2 – 0                                                                | Malta                                                                | Qual. Mondiali 2022                                                  | -                                                                    |                                                                      |
| 8-10-2021                                                            | Ta' Qali                                                             | Malta                                                                | 0 – 4                                                                | Slovenia                                                             | Qual. Mondiali 2022                                                  | -                                                                    |                                                                      |
| 11-10-2021                                                           | Larnaca                                                              | Cipro                                                                | 2 – 2                                                                | Malta                                                                | Qual. Mondiali 2022                                                  | Zach Muscat Jurgen Degabriele                                        |                                                                      |
| 11-11-2021                                                           | Ta' Qali                                                             | Malta                                                                | 1 – 7                                                                | Croazia                                                              | Qual. Mondiali 2022                                                  | autorete                                                             |                                                                      |
| 14-11-2021                                                           | Ta' Qali                                                             | Malta                                                                | 0 – 6                                                                | Slovacchia                                                           | Qual. Mondiali 2022                                                  | -                                                                    |                                                                      |
| 25-3-2022                                                            | Ta' Qali                                                             | Malta                                                                | 1 – 0                                                                | Azerbaigian                                                          | Amichevole                                                           | Jurgen Degabriele                                                    |                                                                      |
| 29-3-2022                                                            | Ta' Qali                                                             | Malta                                                                | 2 – 0                                                                | Kuwait                                                               | Amichevole                                                           | Alexander Satariano Teddy Teuma                                      |                                                                      |
| 1-6-2022                                                             | Ta' Qali                                                             | Malta                                                                | 0 – 1                                                                | Venezuela                                                            | Amichevole                                                           | -                                                                    |                                                                      |
| 5-6-2022                                                             | Serravalle                                                           | San Marino                                                           | 0 – 2                                                                | Malta                                                                | UEFA Nations League 2022-2023 - 1º turno                             | Jan Busuttil Matthew Guillaumier                                     |                                                                      |
| 9-6-2022                                                             | Attard                                                               | Malta                                                                | 1 – 2                                                                | Estonia                                                              | UEFA Nations League 2022-2023 - 1º turno                             | autorete                                                             |                                                                      |
| 12-6-2022                                                            | Attard                                                               | Malta                                                                | 1 – 0                                                                | San Marino                                                           | UEFA Nations League 2022-2023 - 1º turno                             | Zach Muscat                                                          |                                                                      |
| 23-9-2022                                                            | Tallinn                                                              | Estonia                                                              | 2 – 1                                                                | Malta                                                                | UEFA Nations League 2022-2023 - 1º turno                             | Teddy Teuma                                                          |                                                                      |
| 27-9-2022                                                            | Attard                                                               | Malta                                                                | 2 – 1                                                                | Israele                                                              | Amichevole                                                           | Alexander Satariano Ferdinando Apap                                  | [ 59 ]                                                               |
| Totale                                                               |                                                                      | Presenze                                                             | 28                                                                   |                                                                      | Reti                                                                 | 33                                                                   |                                                                      |

## Palmarès

### Allenatore

#### Competizioni nazionali
- Serie D: 1

Varese: 2005-2006
- Coppa di Romania: 1

Universitatea Craiova: 2017-2018